# 通靈
通靈（英語：Mediumship），是據稱在死去人類的靈魂和活著的人類之間進行溝通的一種做法。從業者被稱為靈媒或通靈者等（英語：medium 或 spirit medium）。有許多類型的通靈媒介，包括通靈板、碟仙、起乩等。
儘管沒有客觀證據證明其存在，但對該現象的信念廣泛存在。科學研究人員試圖確定該些信念等聲稱的有效性，英國心理學會（英語：British Psychological Society）進行的一項實驗得出的結論是，其研究對象沒有表現出通靈能力。
通靈板在19世紀流行起來，當時上層階級使用通靈板作為娛樂的來源。在此期間的調查揭示了普遍存在的欺詐行為——一些從業者使用了舞台魔術師使用的技術，這種做法開始失去公信力。欺詐在該領域中仍然很普遍。
在全球各地，警方辦案不時會與通靈技術發生關係；但是，法庭心理學者西倫·奧基夫（Ciarán O'Keeffe）根據針對該領域之長年研究指出，該技術無足夠科學證據可證明其能提供對案情確定有幫助的證據，反而容易分散調查資源，延遲辦案進度。
原來的意思是與另一邊溝通的方法。
現在衍伸成有重要事情或問題沒說，反而要人透過想像、腦補甚至是團體的集思廣益來瞭解明白發生了什麼、怎麼處理，這類行動被稱為通靈。